# 巴布·席格
羅伯特·克拉克·席格（英語：Robert Clark Seger，/ˈsiːɡər/，1945年5月6日—）是美國歌手、詞曲作家和音樂家。作為一名在底特律小有成就的藝人，席格在1960年代以Bob Seger and the Last Heard或Bob Seger System的名義表演並錄製作品，從他的1968年首張專輯《Ramblin' Gamblin' Man》開始（裡面的同名歌曲成為了他的第一首熱門歌曲）。到了1970年代早期，他開始獨用藝名Bob Seger並去掉其它後綴，並於1973年召集一群底特律的樂手組成銀彈合唱團（英語：The Silver Bullet Band）。三年後，席格與銀彈合唱團於1975年在柯柏大廳的現場錄音專輯《Live Bullet》讓他們在國內獲得了重大成功，而同年（1976年）的專輯《Night Moves》更讓他們成為國際大名。席格經常與阿拉巴馬州的馬斯爾肖爾斯節奏聲部樂團合作錄製不少的熱銷歌曲與專輯。
席格有著沙啞而強力的歌聲，而他圍繞於愛、女人和藍領階級主題的歌曲更是中心地帶搖滾的標準範例。他擁有不少熱門歌曲，如〈Night Moves〉、〈Turn the Page〉、〈Still the Same〉、〈We've Got Tonite〉、〈Against the Wind〉、〈You'll Accomp'ny Me〉、〈Hollywood Nights〉、〈Shame on the Moon〉、〈Like a Rock〉和為1987年電影《比佛利山超級警探2：轟天雷》所創作的〈Shakedown〉，後者更在《告示牌》百大單曲榜上登冠。席格也合寫了老鷹樂團的冠軍單曲〈Heartache Tonight〉，而席格自己的歌〈Old Time Rock and Roll〉被美國唱片業協會名列於「世紀金曲」榜單中。
席格的事業跨越六十年、在全球銷售超過七千五百萬張唱片，讓他變成世界上最暢銷的音樂藝人之一。席格分別於2004年和2012年入選搖滾名人堂和詞曲作家名人堂。席格在2018年9月宣布了自己的告別巡演。

## 作品列表
| 錄音室專輯 - 《Ramblin' Gamblin' Man》（1969年1月） - 《Noah》（1969年9月） - 《Mongrel》（1970年8月） - 《Brand New Morning》（1971年10月） - 《Smokin' O.P.'s》（1972年8月） - 《Back in '72》（1973年1月） - 《Seven》（1974年3月） - 《Beautiful Loser》（1975年4月） - 《Night Moves》（1976年10月22日） - 《Stranger in Town》（1978年5月5日） - 《Against the Wind》（1980年2月25日） - 《The Distance》（1982年12月） - 《Like a Rock》（1986年4月） - 《The Fire Inside》（1991年8月27日） - 《It's a Mystery》（1995年10月24日） - 《Face the Promise》（2006年9月12日） - 《Ride Out》（2014年10月14日） - 《I Knew You When》（2017年11月17日） | 現場專輯 - 《Live Bullet》（1976年4月12日） - 《Nine Tonight》（1981年9月5日） 精選輯/合輯專輯 - 《Greatest Hits》（1994年10月25日） - 《Greatest Hits 2》（2003年11月4日） - 《Early Seger Vol. 1》（2009年11月24日） - 《Ultimate Hits: Rock and Roll Never Forgets》（2011年11月21日） - 《Heavy Music: The Complete Cameo Recordings 1966-1967》（2018年9月7日） |